# Ray Winstone
Raymond Andrew (Ray) Winstone (Hackney (Londen), 19 februari 1957) is een Engels acteur.

## Biografie
Winstone werd bij het Nederlandse publiek bekend als Will Scarlet uit de televisieserie 'Robin of Sherwood'.
Voor de film The Chronicles Of Narnia: The Lion, the Witch and the Wardrobe (2005) verzorgde hij de stem van Mr. Beaver.
Winstone trouwde in 1979 met zijn vrouw Elaine, met wie hij in 1982 dochter Lois, in 1985 dochter Jaime en in 2001 dochter Ellie kreeg. Zijn twee oudste dochters speelden inmiddels ook allebei al in verschillende films.